# Einar Sand Koren
Einar Riegelhuth Koren (født Einar Sand Koren; 12. november 1984 i Tønsberg) er en norsk håndboldspiller, der spiller for Haslum Håndballklubb som stregspiller.
Han fik debut på Norges A-landshold den 18. november 2006 i en kamp mod Danmark.
Han er gift med håndboldspilleren Linn-Kristin Riegelhuth Koren.

## Klubhold
- Runar Håndball
- Haslum Håndballklubb (2006-2009)
- F.C. København Håndbold (2009-2010)
- Haslum Håndballklubb (2010-)